# Amblyceps serratum
Amblyceps serratum е вид лъчеперка от семейство Amblycipitidae.

## Разпространение
Видът е разпространен в Камбоджа и Лаос.

## Описание
На дължина достигат до 4,5 cm.